# André Koechlin
Pour les articles homonymes, voir Koechlin.
André Koechlin (prononcé ke'klɛ̃ ; Mulhouse, 3 août 1789 - Paris, 24 avril 1875), est un industriel et homme politique français.

## Biographie
Petit-fils de Samuel Koechlin et de Jean-Henri Dollfus (cofondateurs de l'industrie textile mulhousienne en 1746) et cousin de Jean-Jacques et Nicolas Koechlin, il épousa sa cousine issue de germain Ursule Dollfus.
ll prit d'abord la direction des usines textiles Dollfus-Mieg et Compagnie (DMC) à la mort de son beau-père, en 1818.
Il se lança dès 1826 dans la construction mécanique en créant la société André Koechlin et Compagnie (AKC) et sa fonderie mulhousienne (ancêtre de la SACM et d'ALSTHOM). De ses usines sortirent les premières locomotives alsaciennes, notamment, en 1839, la première locomotive – plus tard appelée « Napoléon» – pour le chemin de fer de Mulhouse à Thann de son cousin Nicolas.
Il se constitua une fortune considérable, son patrimoine étant passé de 25 000 francs en 1813 à environ vingt millions de francs en 1875. Attentif au sort de ses ouvriers, il fit construire, vers 1835, de petites maisons qu'il louait pour la modique somme de 12  à   13 francs par mois à certains de ses employés. Ces derniers devaient alors s'engager à cultiver leur jardin, à envoyer leurs enfants à l'école, à ne pas contracter de dettes, à déposer chaque semaine une somme à la caisse d'épargne et, enfin, à verser 15 centimes par semaine dans la « caisse des malades » de l'usine.
En 1836, il devint chevalier de la Légion d'honneur.
Il est l'un des principaux actionnaires de la Société civile des houillères de Ronchamp, dont le charbon alimente l'industrie mulhousienne.
Il eut quatre filles : Mme Camille Bourcart, Mme Nicolas-Ferdinand Koechlin (d'où postérité de Maupeou, Koechlin, Decazes, Grunelius, Mallet, de Turckheim, Roman, Durand-Ruel, Mirabaud, d'Eichtal), la marquise de Maupeou (d'où postérité de Felcourt) et la comtesse René de Maupeou (d'où postérité de Maupeou, Hottinguer, Mallet, de Turckheim).
L'ingénieur Maurice Koechlin, concepteur de la tour Eiffel, n'est autre que son petit-neveu.

### Carrière politique locale
Nommé deux fois maire de Mulhouse, des lendemains des Trois Glorieuses jusqu'en 1831, puis de 1832 à 1843, il administra la ville avec autorité et fermeté, interdisant notamment la mendicité après avoir réorganisé les institutions d'assistance municipales (1832).
Il devança la loi Guizot en créant dès 1831 une grande école primaire municipale et interconfessionnelle et fit construire un nouvel hôpital (dont l'aile nord a été conservée et abrite aujourd'hui les locaux actuels de la mairie). Il encouragea et subventionna également la création de salles d'asiles.
Ayant rencontré une opposition au sein du conseil municipal au sujet d'une affaire mineure (la construction d'un entrepôt), il démissionna à la fin de l'année 1842.
Il fut également conseiller général du Haut-Rhin de 1839 à 1848.

### Carrière politique nationale

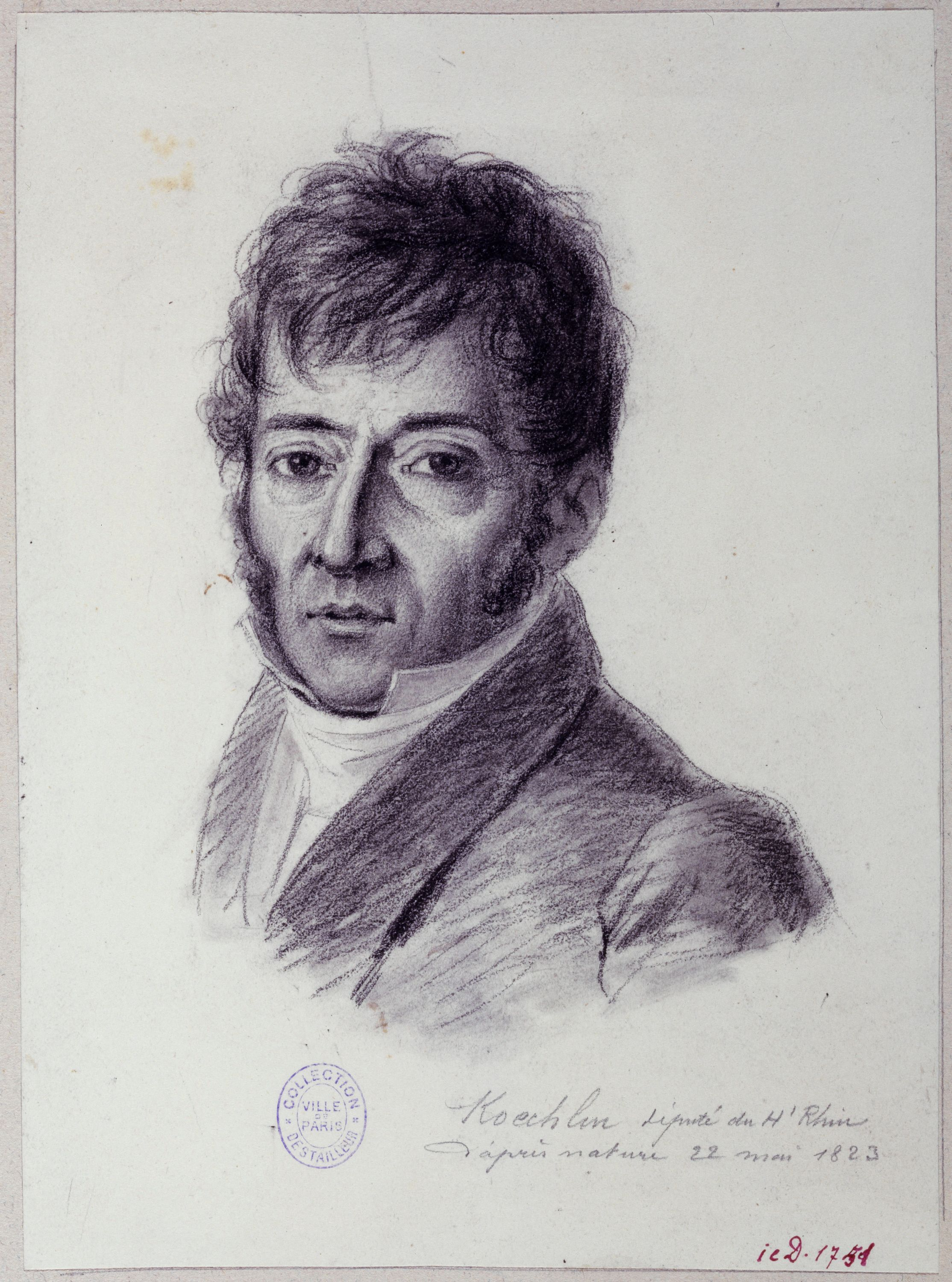
André Koechlin, député du Haut-Rhin.
Portrait d'après nature dessiné par Auguste Toussaint Lecler.

Orléaniste conservateur, proche du parti de la Résistance, il soutint la politique de Guizot en tant que député d'Altkirch (1832-1834 et 1846-1848) et de Mulhouse (1841-1846) et fut souvent en rivalité avec son cousin Nicolas Koechlin, proche de l'opposition dynastique et du parti du Mouvement. En 1833, il était classé en tant que « ministériel dévoué » (soutenant le gouvernement Soult I, majoritairement conservateur). Après les élections de 1846, il faisait partie du groupe des « conservateurs progressistes », des libéraux qui souhaitaient pousser Guizot à concéder quelques réformes afin de calmer la montée du mécontentement. En décembre 1847, André Koechlin était à la tête d'un groupe d'une soixantaine de députés qui signèrent une déclaration réformiste. Celle-ci, transmise au roi par Guizot, fut rejetée avec dédain par Louis-Philippe.
La révolution de 1848, en provoquant la chute de Louis-Philippe et de Guizot, entraîna son retrait de la vie politique. Il continua cependant à contribuer au bien-être de ses concitoyens par ses dons très généreux en faveur des institutions d'assistance et des communautés religieuses.